# Sella di Pratoriscio
De Sella di Pratoriscio is een bergpas in de Italiaanse regio Abruzzo.
De pas is te bereiken via een goed onderhouden provinciale weg (SP 17) en met een kabelbaan vanuit Fonte Cerretto. Ten oosten van het zadel ligt de uitgestrekte hoogvlakte Campo Imperatore. Op het hoogste punt verrijzen enkele bouwwerken zoals het beroemde hotel Campo Imperatore, een kabelbaanstation en een astronomisch observatorium.Gedurende de winter wordt er op de pashoogte geskied op de hellingen van de in het oosten liggende Monte della Scindarella (2233 m). 's Zomers vormt de Sella di Pratoriscio een uitgangspunt voor wandelingen naar bijvoorbeeld de Corno Grande, Pizzo Cefalone en Campo Pericoli.
Agnello · Aprica · Assietta · Baremone · Brenner · Brocon · Cadibona · Capannelle · Campolongo · Costalunga · Croce Dominii · Cuvignone · Duran · Esischie · Falzarego · Fauniera · Fedaia · Finestre · Forcola di Livigno · Foscagno · Gardena · Gavia · Giau · Giogo di Bala · Grote Sint-Bernhard · Jaufen · Joux · Kleine Sint-Bernhard · Lavaze · Leonessa · Lombarda · Maddalena · Manghen · Maniva · Mendel · Montgenèvre · Mont-Cenis · Monte Cristo · Mortirolo · Nigra · Nivolet · Penser Joch · Platigliolepas · Pfitscherjoch · Plöcken · Pordoi · Pratoriscio · Predil · Presolana · Reschen · Rolle · Sampeyre · San Carlo · San Marco · San Pellegrino · San Zeno · Scale · Sella · Sestriere · Sommeiller · Splügen · Staller Sattel · Staulanza · Stelvio · Tenda · Timmelsjoch · Tonale · Tre Croci · Tremalzo · Umbrail · Val Bighera · Valcavera · Valles · Valparola · Via del Sale · Vivione · Würz